# Daiki Ito
Daiki Ito –en japonés, 伊東大貴, Itō Daiki– (Shimokawa, 27 de diciembre de 1985) es un deportista japonés que compite en salto en esquí. 
Participó en cuatro Juegos Olímpicos de Invierno, obteniendo una medalla de bronce en Sochi 2014, en la prueba de trampolín grande por equipos (junto con Reruhi Shimizu, Taku Takeuchi y Noriaki Kasai), el sexto lugar en Turín 2006, el quinto en Vancouver 2010 y el sexto en Pyeongchang 2018, en la misma prueba.
Ganó cinco medallas en el Campeonato Mundial de Esquí Nórdico entre los años 2007 y 2019.

## Palmarés internacional
| Juegos Olímpicos   | Juegos Olímpicos          | Juegos Olímpicos  | Juegos Olímpicos |
| Año                | Lugar                     | Medalla           | Prueba           |
| ------------------ | ------------------------- | ----------------- | ---------------- |
| 2014               | Sochi (Rusia)             | Medalla de bronce | TG por equipos   |
| Campeonato Mundial |                           |                   |                  |
| Año                | Lugar                     | Medalla           | Prueba           |
| 2007               | Sapporo (Japón)           | Medalla de bronce | TG por equipos   |
| 2009               | Liberec (República Checa) | Medalla de bronce | TG por equipos   |
| 2013               | Val di Fiemme (Italia)    | Medalla de oro    | TN equipo mixto  |
| 2017               | Lahti (Finlandia)         | Medalla de bronce | TN equipo mixto  |
| 2019               | Seefeld (Austria)         | Medalla de bronce | TG por equipos   |